# Putumayo (departement)
Putumayo je departement v jižní části Kolumbie. Sousedí s departementy Cauca, Caquetá, Amazonas, Guaviare, Nariño, Ekvádorem a Peru. Departement sestává z 13 obcí. Správním centrem je město Mocoa.
Rozprostírá se v přírodním regionu Amazonské nížiny. Částečně na západ departementu zasahují Andy. Nejvýznamnějšími řekami jsou Putumayo a Caquetá. 